# Организованная преступность в Беларуси
Организованная преступность в Беларуси (бел. Арганізаваная злачыннасць у Беларусі) — организованные преступные группировки, действующие в Республике Беларусь.

## История и деятельность
Организованная преступность в Белоруссии стала развиваться после распада СССР. Помимо объективных экономических и социальных причин, распространению организованных форм преступной деятельности способствовал также распад единой правоохранительной системы СССР и неизбежные трудности, возникшие при формировании правоохранительных органов новых государств. Республика Беларусь представляла интерес для мощных ОПГ Российской Федерации из-за того, что страна находится на границе с восточной Европой. В то время через республику проходили сотни железнодорожных составов с грузами цветных и чёрных металлов, а также электронной техники и товаров широкого потребления, идущие после падения «железного занавеса» из России в Европу. А из Европы в Россию шёл реэкспорт продукции ВАЗа. Криминальные силы не собирались оставлять эти каналы без внимания, они собирались контролировать контрабандные потоки и участки вдоль западной границы. В главных приграничных городах Белоруссии — Гродно и Бресте — организованная преступность расцвела в большей степени, чем в Минске.
В декабре 1992 года в Витебске (по другим данным — в Москве) российскими и грузинскими криминальными авторитетами в воры в законе был «коронован» Пётр Науменко по кличке Наум. За короткое время он консолидировал разрозненные белорусские преступные группировки и стал контролировать не только практически всю территорию молодой независимой республики, но и часть восточной Польши.
По некоторым данным, к 1994 году белорусские ОПГ окончательно консолидировались в криминальное сообщество, а вся страна была поделена между преступными группировками. По данным МВД, в конце 1994 года в Белоруссии насчитывалось 150 организованных преступных групп, во главе которых стояли 112 криминальных авторитетов. В небольших городах численность группировок, подчинённых «центру», составляла до 35 бойцов, а в крупных — по 100 и более человек.
Вербовка и подготовка участников преступных группировок проходила в основном так же, как и в России. Так, тенденция привлечения бывших спортсменов, десантников, сотрудников МВД и КГБ, которая проявилась в России, получила развитие и в Белоруссии. Российская организованная преступность выступала в роли своеобразного патрона белорусских ОПГ. Так, для укрепления дисциплины в белорусском преступном мире российские криминальные лидеры в середине 1990-х годов расширили круг воров в законе из числа криминальных авторитетов Минска. Белорусские ОПГ регулярно отчисляли средства в совместный российско-белорусский воровской общак. Со своей стороны, российские преступники строго следили за поступлениями от белорусских бандитов.
С начала 1990-х годов расширяется участие белорусских ОПГ в угонах автомобилей в Европе. Контакты с ОПГ установили представители немецкой преступных группировок, специализирующихся на автоугонах, которые сбывали украденные автомашины в странах СНГ и Балтии. Главными участниками этих операций были жители Германии, ранее проживавшие на территории бывшего СССР и Польши. Эти переселенцы быстро наладили связи с криминальными структурами Белоруссии. Только в 1993 году по криминальным каналам из Германии ушло около 60 тысяч похищенных автомобилей.
В середине 1990-х годов лидерство по угону автомобилей захватили польские преступные группировки. Участники белорусских ОПГ стали активно помогать польским преступникам. В свою очередь, участники польских ОПГ организовали в Гдыне специальный учебный центр по подготовке угонщиков автомобилей. Среди слушателей этих курсов было немало уголовников из Белоруссии. По окончании обучения, стоившего 2 тысячи долларов, каждый «выпускник» получал не только знания, необходимые для угона автомобиля, но и набор «рабочего инструмента», а также список адресов в Польше, где можно сбыть похищенные автомобили.
Особенно активно криминальным автобизнесом занимались банды из Бреста. Они действовали и на дорогах Польши, угоняя автомобили у граждан бывшего СССР. Сотрудниками польской полиции были арестованы шестеро участников группировки некого Робика, а позже белорусские правоохранительные органы арестовали ещё троих бандитов в Белоруссии.
Организованные преступные группировки республики в 1990-е годы специализировалась на рэкете, выбивании долгов, кражах автомобилей, сутенёрстве, операциях с фальшивой валютой, торговлей наркотиками и алкоголем. ОПГ обложили «данью» практически все коммерческие структуры. Хозяева коммерческих предприятий ежемесячно отчисляли преступным группировкам до 10 процентов от товарооборота. Провинциальные группировки отчисляли от своих криминальных доходов процент в республиканский воровской «общак». Изготовленные белорусскими преступниками фальшивые доллары отличались низким качеством, в Москве и Наро-Фоминске они продавались по цене пять центов за доллар. Более успешным бизнесом была торговля фальшивыми долларами в самой Белоруссии, где местные преступники сотрудничали в основном с дагестанскими ОПГ. Поскольку в Белоруссии были очень развиты валютные операции на чёрном рынке, преступные группировки наладили «импорт» фальшивых долларов высокого качества (на которых имелась и металлическая лента, и голограмма, и микротекст) из Чечни. Эти фальшивые доллары поставлялись большими партиями, сотрудники милиции нередко перехватывали партии по 100 тысяч долларов.
В 1990-е годы в республике возникли самые известные ОПГ — «Морозовская», «Речицкие», «Пожарники» и «Поселковые». Эти группировки действовали и в начале 2000-х годов. По словам некоторых сотрудников МВД Белоруссии, этим группировкам покровительствовали отдельные представители правоохранительных органов.
В феврале 1994 года Науменко был задержан по обвинению в организации преступной группы, занимавшейся вымогательством. Через несколько месяцев криминальный авторитет скоропостижно скончался в СИЗО Витебска. Место Наума занял Владимир Клещ по кличке Щавлик.
В 1995 году правоохранительными органами была задержана группировка киллеров, состоящая из четырнадцати человек, которые на протяжении нескольких лет совершала заказные убийства на территории Белоруссии, Украины и Казахстана.
В 1995 году в Минске прошла представительная воровская сходка, на которой один из самых известных российских воров в законе Александр Окунев по кличке Саша Огонёк (он был «смотрящим» за преступными группировками в Центральной России, занимающихся наркобизнесом и торговлей оружием, а также курировал связи с ОПГ Белоруссии и Прибалтики) предъявлял претензии местным уголовникам за то, что они после распада СССР перестали отчислять средства в общак. Белорусская милиция прервала сходку и задержала всех участников. У Огонька были обнаружены наркотики, шприцы и жгут. Вор в законе был осуждён и депортирован во Владимирский централ. Позже отношения ОПГ двух стран были отрегулированы, и белорусские группировки возобновили выплаты в совместный общак.
В общем контексте взаимоотношений преступных группировок на территории бывшего СССР белорусские ОПГ начали специализироваться в том числе на исполнении заказных убийств.
20 марта 1996 года Президент Белоруссии Александр Лукашенко предоставил Брестской области статус свободной экономической зоны. Этим воспользовался белорусский криминалитет, сделав Брест своим перевалочным пунктом между Польшей и остальной Белоруссией.
19 июня 1996 года криминальный авторитет Валерий Шелаев был взорван в автомобиле. По официальной версии правоохранительных органов, он стал жертвой борьбы между преступными группировками. Позже был подорван автомобиль ещё одного минского криминального авторитета, который получил ранение в ногу. Этот взрыв был расценён работниками правоохранительных органов как предупреждение со стороны российской мафии, которая уже давно требовала навести порядок в минской преступной группировке.
До 1997 года в республике было только два коронованных вора в законе законник послевоенного поколения по кличке Бельмо, отошедший от дел и выполнявший лишь консультативные функции, и Щавлик, являвшийся самым крупным воровским авторитетом, сосредоточившим в своих руках реальную власть над большей частью преступного мира республики. В 1997 году уголовник по кличке Биря, один из лидеров мощной ОПГ, действовавшей на территории Белоруссии, по инициативе российских криминальных авторитетов был «коронован» в воры в законе.
Осенью 1997 года в Бресте был убит «смотрящий» за городом Александр Стасюк по кличке Стас. Также в 1997 году в Гомеле был убит криминальный авторитет Осипенко по кличке Кабан. В том же году в Гомеле было совершено покушение на Солдатенко. 10 декабря 1997 года Владимир Клещ пропал без вести после того, как вышел из дому отогнать машину на стоянку. Позже был обнаружен его автомобиль со следами крови в салоне. 11 января 1998 года в городе Мозыре Гомельской области был смертельно ранен из снайперской винтовки местный криминальный авторитет.
Вскоре после исчезновения Клеща в республике пропали без вести ещё несколько криминальных авторитетов, менее влиятельных, чем Щавлик. К тому времени в Белоруссии на свободе находились пять воров в законе. Остальные либо были арестованы, либо покинули страну и перебрались в Москву.
Ещё одним влиятельным белорусским криминальным авторитетом был вор в законе Николай Солдатенко по кличке Коля Солдат. До 1998 года Солдат был «смотрящим» за Гомельской областью и контролировал средний бизнес, в том числе на рынке нефтепродуктов. Солдат выступал своеобразным арбитром между ОПГ и следил за порядком.
В 1998 году ворами в законе стали двое региональных криминальных авторитета из Гомеля и Бобруйска.
Летом 1999 года пропал без вести вор в законе Александр Трацевский по кличке Траца, имевший большой авторитет. Так же, как и в случае с Клещом, был обнаружен автомобиль Трацы со следами крови. В независимых СМИ появились слухи о неком «эскадроне смерти», состоящем из бойцов спецназа.
По мнению Генерального прокурора Республики Беларусь Шеймана, происходящие в стране масштабные социально-экономические реформы, возникновение и развитие новых форм собственности наряду с положительными результатами сопровождались ростом количества тяжких преступлений и активизацией организованной преступности, которая стала не только профессиональной, но часто и вооружённой. При этом уровень и степень сложности организации преступных групп постоянно повышался.
Именно в связи с существованием преступных организаций у преступности появлялась возможности влиять не только на экономическую и социальную ситуацию на национальном уровне, но и выходить на транснациональный уровень.

### Этнические преступные группировки
В то время воры в законе и криминальные авторитеты пытались взять под контроль целые сферы деятельности. Среди них были и представители Кавказа, тем более, что коронации белорусских воров в законе проходили при прямом участии грузинских преступных лидеров. Одним из основных видов деятельности для кавказских бандитов была незаконная приграничная торговля табачной продукцией и спиртом польского производства. Быстро оттеснив местных криминальных авторитетов, кавказские преступники взяли эту торговлю, а также белорусских «челноков» под полный контроль, получая большую прибыль. Кавказская диаспора в Бресте была многонациональной, но её ядро составляли чеченцы. Довольно быстро, в течение 1992—1993 годов, в Бресте образовался настоящий этнический анклав из нескольких тысяч выходцев из Кавказа. Улица Богданчука, где осели мигранты, стала называться жителями города «улицей Дудаева».
После того как выходцами из Кавказа была убита школьница, в Бресте начались волнения. Собравшиеся возле здания горисполкома и предъявили властям требования о выселении кавказцев из города. Консолидировался и белорусский бизнес, недовольный постоянными поборами и угрозами. На предприятиях и в учреждениях начался сбор подписей с требованиями о выселении кавказцев. Позже мигрантами было совершено разбойное нападение на минского спортсмена-валютчика. После этого протесты усилились. Брестский горсовет принял решение об упразднении временной прописки для представителей Закавказья, Северного Кавказа и других южных районов бывшего СССР. Были осуществлены проверки деятельности всех коммерческих структур, так или иначе связанных с мигрантами. Ужесточение паспортного контроля привело к тому, что кавказцы из Бреста подались в сельскую местность и другие регионы страны. Постепенно подобные меры были приняты во всей Белоруссии, хотя в целом ситуация оставалась непростой. Постепенно приезжать в Белоруссию для мигрантов стало невыгодно и небезопасно, и многие из них покинули страну. К концу 1990-х годов в Бресте осталось всего несколько десятков чеченцев, то же самое произошло в Минске и других белорусских городах.
Особыми проблемами в стране были преступность на автострадах (особенно на «олимпийской трассе» Брест-Москва), незаконная контрабанда технического спирта с территории Прибалтики в Россию и экономические преступления. Вся эта незаконная деятельность приносила немалые прибыли и активно участвующим в ней этническим преступным группировкам. Для борьбы с этими видами преступной деятельности Президент Белоруссии Лукашенко создал Комитет государственного контроля.
Организованная преступность в Белоруссии в 1990-е годы носила ярко выраженный этнический состав. В республике было отмечено присутствие кавказских ОПГ, которые готовы были пойти на крайние меры в борьбе за сферы влияния. Славянские ОПГ сумели вытеснить или нейтрализовать кавказские преступные кланы.
В сентябре 1999 года МВД Белоруссии провело заранее запланированную широкомасштабную операцию «Оползень» по выявлению незаконно находящихся на территории республики иностранных граждан и стабилизации оперативной обстановки на улицах. Были тщательно проверены места проживания иностранцев, вокзалы, гостиницы, рынки. В ходе операции было задержано и допрошено примерно 4000 выходцев, как с Северного Кавказа, так и Закавказья. 500 человек были оштрафованы, другим (их набралось около двухсот) предложили уехать из Белоруссии. Кавказцы больше не могли торговать без документов на рынках, их постоянно проверяли участковые в местах проживании, да и сами белорусы очень неохотно сдавали южанам свои квартиры.
В начале 2000-х годов переселенцы из Узбекистана и в особенности из Таджикистана стали приезжать в пустующие и вымирающие деревни Белоруссии. Они разводили скот и иногда пытались заниматься торговлей наркотиками. В начале 2010-х годов активизировались попытки мигрантов (как из дальнего зарубежья, так и из регионов Кавказа и Средней Азии) использовать Белоруссию в качестве транзитной территории для перемещения в Евросоюз — как нелегального, так и на вполне законных оснований в качестве беженцев. Уже в 2011 году в Белоруссии в районе белорусско-польской границы была отмечена активность чеченских боевиков и других иностранных и смешанных группировок, пытающихся наладить каналы нелегального пересечения границы. В 2012 году было зафиксировано 69 нарушений госграницы, причём большинство было совершено выходцами с Кавказа. Белоруссия становилась важным транзитным звеном для незаконной миграции в страны Евросоюза. В том же 2012 году только через Брест в Европу пытались попасть более 20,3 тысяч выходцев из кавказского региона. Из них 11,4 тысячи человек были задержаны польской стороной и возвращены назад в Белоруссию. Эти люди предпочитали не возвращаться домой, а временно осесть в Белоруссии в ожидании благоприятного времени для повторных попыток попасть в страны ЕС в качестве беженцев или же с целью организации нелегальных каналов для миграции. Соответственно, возобновились и попытки проникновения в Белоруссию кавказских этнических ОПГ.
По состоянии на 2013 год при 9,5 миллионов человек населения в Белоруссии проживает около 30 000 кавказцев.

## Борьба с организованной преступностью
Низкая эффективность борьбы с организованной преступностью во многом объяснялась отсутствием у правоохранительных органов бывшего СССР достаточного опыта борьбы с ней. В значительной степени это было обусловлено тем, что руководство советского государства из политических соображений отказывалось признать сам факт существования на территории страны организованной преступности.
В 1990-е годы Президент Белоруссии Александр Лукашенко провозгласил одним из пунктов государственной политики избавление от бандитизма. Количество сотрудников правоохранительных органов было увеличено в несколько раз.
К концу 1996 года на оперативном учёте белорусских сотрудников по борьбе с организованной преступностью было уже около 300 группировок с численностью до 3 тысяч человек. До 1997 года в республике не существовало юридически обоснованного понятия «организованная преступная группа». Законом от 17 мая 1997 года в Уголовный кодекс Республики Беларусь 1960 года были внесены дополнения, предусматривающие уголовную ответственность за создание, руководство и участие в преступной организации, совершение преступлений в составе организованной группы. Только после принятия 26 июня 1997 закона «О мерах по борьбе с организованной преступностью и коррупцией» в 1997 году появились правовые основы для противостояния этой форме преступности. В органах прокуратуры, внутренних дел и государственной безопасности были образованы специальные подразделения по борьбе с организованной преступностью и коррупцией. В республиканской прокуратуре таким подразделением является управление по борьбе с организованной преступностью и коррупцией. Соответствующие подразделения были сформированы в прокуратурах областей и приравненных к ним прокуратурах.
6 октября 1997 года в Могилеве в результате взрыва в подъезде своего дома погиб председатель КГК Могилевской области и депутат Палаты представителей Евгений Миколуцкий. Его жена с тяжелыми ранениями была доставлена в больницу. На следующий же день Александр Лукашенко заявил:
Они долго подбирались к президенту — не получилось… Я предупреждаю всех тех, кто совершил это гнусное преступление, что если через неделю властям не будут переданы те, кто заказал его, мы предпримем адекватные меры, которые будут еще жестче, чем это гнусное преступление. Я хочу обратиться, используя средства массовой информации, и к уголовникам: запомните, господа, земля будет гореть у вас под ногами. Я предупреждаю всех, кто подвизается на ниве бессовестной коммерции и грязных денег, всех так называемых предпринимателей и банкиров: у вас десять дней, чтобы рассчитаться с государством, чтобы выплатить долги, чтобы урегулировать отношения с государственными органами власти. Через десять дней мы не будем искать массы доказательств. Пугать нас бесперспективно, мы найдем достойные ответы на любые выпады против власти, против людей, которые хотят добра другим людям.
13 октября 1997 года Александр Лукашенко заявил, что «в убийстве Миколуцкого задействованы не только криминальные структуры, но и структуры власти, поэтому следователям созданы соответствующие условия работы». 21 октября 1997 года был издан президентский декрет «О неотложных мерах по борьбе с терроризмом и другими особо опасными насильственными преступлениями». Документом были предусмотрены меры ответственности, «направленные против узкой группы лиц, которые подвергают опасности здоровье и жизнь наших граждан, а также безопасность государства в целом». Правоохранительные органы получили право задерживать «подозрительных личностей» без предъявления обвинения на срок до одного месяца. После убийства Миколуцкого правоохранитльными органами был задержан ряд участников белорусских ОПГ. В частности, в конце октября 1997 года был задержан Владимир Клещ (Щавлик).
Правоохранительные органы Белоруссии и России начали принимать совместные меры в борьбе против организованной преступности. В 1997 году была создана Объединённая коллегия, в задачу которой входила борьба с «интернационализирующейся» преступностью.
По состоянию на начало 1998 года на учёте в республиканском управлении по борьбе с организованной преступностью состояло более трёхсот криминальных группировок. 31 марта 1998 года Указом Президента Республики Беларусь № 185 полномочия по осуществлению координации деятельности специальных подразделений по борьбе с организованной преступностью и коррупцией возложены на прокуратуру.
В середине июня 1999 года был оглашён приговор убийцам Евгения Миколуцкого, все они были приговорены к длительным срокам тюремного заключения.
В рамках СНГ в апреле 2001 года в Харькове состоялась встреча делегаций министерств внутренних дел Азербайджана, Армении, Белоруссии, Казахстана, Молдавии, Таджикистана, Узбекистана, России, Украины. На этой встрече обсуждались вопросы координации усилий по борьбе с организованной преступностью стран и по обмену информацией об участниках банд, а также лиц, находящихся в розыске. Позднее были проведены специальные операции «Трал», «Акциз», «Арсенал», «Мигрант» и «Канал».
1 января 2001 года вступил в силу Новый Уголовный кодекс республики. По мнению Генерального прокурора Республики Беларусь Шеймана, принятие этого кодекса представляло собой большой шаг впёред по пути создания законодательства, позволяющего эффективно бороться с организованной преступностью. Аналитическое управление МВД Беларуси в подготовленном в начале 2000 года документе сделало вывод, что развитие организованной преступности в стране приобрело угрожающие размеры. Тогда аналитики из МВД предупредили руководство страны, что «масштабы развития оргпреступности приобрели такой размах, что угрожают внутренней безопасности». По сведениям МВД, в Белоруссии завершалось формирование единого криминального сообщества, жестко централизованной системы управления и подавления. По прогнозам, это криминальное сообщество должно объединить около 200 разрозненных преступных групп общей численностью более 3 тысяч человек.
16 апреля 2002 года Президент республики Лукашенко Директивой о мерах по усилению борьбы с преступностью обязал руководителей правоохранительных и контролирующих органов улучшить межведомственное взаимодействие, исключить всякое дублирование и параллелизм в борьбе с организованной преступностью.
Правоохранительными органами республики в 2002—2003 годах была проведена большая работа по борьбе с организованной преступностью, которая строилась в соответствии с задачами, возложенными на них Директивой Президента республики, Законом Республики Беларусь «О мерах борьбы с организованной преступностью и коррупцией» и другими правовыми актами. В соответствии с Планом межведомственных комплексных мероприятий правоохранительных органов по предупреждению и пресечению деятельности организованных групп и преступных организаций, проявлений коррупции в наиболее доходных (стратегических) отраслях экономики в 2002—2003 годах прокуратурой республики совместно с другими государственными органами были проведены проверки на предприятиях топливно-энергетического комплекса, металлургической, нефтехимической и целлюлозно-бумажной промышленности, машиностроения, объектах финансово-кредитной системы, жилищного строительства, в сфере производства и реализации алкогольной и табачной продукции (ПО «МТЗ», ОАО «Мозырский нефтеперерабатывающий завод», ПО «Химволокно» (Могилев), РУП «Гомсельмаш», ПО «БелАЗ», РУПП «Гранит», а всего более 100 предприятий). Итогом этих мероприятий стало возбуждение ряда значимых уголовных дел. Генеральным прокурором Республики Беларусь были внесены представления об устранении нарушения закона министру внутренних дел, министру промышленности, министру архитектуры и строительства, руководителю концерна «Белнефтехим».
О результатах проверок было доложено Президенту Республики Беларусь, а также был проинформирован Премьер-министр Республики Беларусь.
Одной из форм координации деятельности правоохранительных органов при расследовании конкретных значимых уголовных дел являлось создание совместных следственных групп, которые, как правило, возглавляли опытный следователь прокуратуры. В целях повышения эффективности борьбы с преступностью и уровня подготовки сотрудников, совершенствования законодательной базы республиканской прокуратурой была организована и проведена международная научно-практическая конференция по совершенствованию деятельности органов государственного управления в борьбе с коррупцией, преступностью в сфере экономики и финансово-кредитной сфере. В работе конференции приняли участие более 100 представителей различных государственных органов и научных работников, в том числе руководители Верховного Суда, КГБ, МВД, Комитета госконтроля, ГТК, Госкомпогранвойск, Национальной академии наук, БГУ, Нацбанка, Минфина, Минэкономики, а также учёные и представители правоохранительных органов России и Германии. По итогам конференции были выработаны рекомендации правоохранительным и иным государственным органам.
Всего в 2002—2003 годах органами прокуратуры и внутренних дел было расследовано и направлено в суды 7 уголовных дел по обвинению в создании и участии в преступных организациях, а также 12 дел о бандитизме. Анализ состояния борьбы с организованной преступностью в середине 2000-х годов позволял сделать вывод о наличии определённой позитивной динамики. В результате совместных действий правоохранительных органов республики удалось добиться снижения уровня организованной преступности. Если в 2002 году организованными преступными группами было совершено 398 преступлений, то в 2003 году — 333. В 2002 году правоохранительными органами были выявлены 254 лица, совершившие преступления в составе организованных преступных групп, в 2005 году — 296.
В 2003 году властями республики в целях активизации борьбы с организованной преступностью была ратифицирована и вступила в силу Конвенция ООН против транснациональной организованной преступности. К середине 2000-х годов прокуратурой республики совместно с другими правоохранительными органами был осуществлён комплекс мер по координации деятельности специальных подразделений правоохранительных органов в борьбе с проявлениями организованной преступной деятельности. Принятые меры позволили устранить разнобой и параллелизм в работе, создать единый фронт борьбы с организованной преступностью, найти правильное сочетание методов и средств для этой борьбы. На всех уровнях, начиная с районного и заканчивая республиканским, вопросы исполнения законодательства о борьбе с организованной преступностью находились в центре внимания координационных советов руководителей правоохранительных органов, отрабатывался комплекс мероприятий по предотвращению и пресечению проявлений организованной преступной деятельности, целенаправленно осуществлялись совместные выезды работников правоохранительных органов в области и районы для проведения проверок и оказания практической помощи.
В 2003 году к уголовной ответственности по различным статьям Уголовного кодекса были привлечены 234 лица, являющиеся лидерами и активными участниками организованных преступных групп.
Были отмечены определённые успехи, достигнутые правоохранительными органами республики в борьбе с высшей формой проявления организованной преступности — преступными организациями.
В ноябре 2006 года министр внутренних дел Беларуси Владимир Наумов заявил, что на территории Белоруссии не осталось организованных преступных групп:
Сказать, что в настоящее время на территории республики есть хотя бы одна организованная преступная группа, которая создавала бы проблему, я не могу.
8 мая 2007 года был принят Закон Республики Беларусь 220-З «О прокуратуре», в котором Прокуратуре было предписано координировать правоохранительную деятельность государственных органов, осуществляющих борьбу с преступностью и коррупцией, а также деятельность по борьбе с преступностью иных организаций, участвующих в борьбе с преступностью.
27 июня 2007 года был принят Закон Республики Беларусь «О борьбе с организованной преступностью».
В настоящее время в уголовном кодексе республики существует статья «Создание преступной организации либо участие в ней». В первой части статьи за создание или руководство преступной организации предусмотрено наказание в виде лишения свободы на срок от пяти до тринадцати лет с конфискацией имущества или без неё. Согласно второй части статьи, за участие в преступной организации в любой иной форме наказанием является лишение свободы на срок от трёх до семи лет с конфискацией имущества или без неё. В третьей части за деяния, предусмотренные первой или второй частью статьи, совершённые должностным лицом с использованием своих служебных полномочий наказываются лишением свободы на срок от десяти до пятнадцати лет с конфискацией имущества или без неё.
Законодательство выделяет два организационных уровня существования организованной преступности — организованная группа (низший) и преступная организация (высший). Преступная организация в 19 статье Уголовного кодекса определена как объединение организованных групп либо их организаторов (руководителей), иных участников для разработки или реализации мер по осуществлению преступной деятельности либо созданию условий для её поддержания и развития. В соответствии со 18 статьей УК Республики Беларусь преступление признается совершённым организованной группой, если оно совершено двумя или более лицами, предварительно объединившимися в управляемую устойчивую группу для совместной преступной деятельности.

## Современность
По состоянию на 2000 год на учёте правоохранительных органов республики было большое количество нераскрытых уголовных дел о заказных убийствах. По некоторым данным, около 80 процентов из них совершались в ходе криминальных разборок или являются следствием невыполнения долговых обязательств. Так, в Минске был убит преступный авторитет Валерий Шелаев, а затем в автомобиле «БМВ» взорвали ещё одного столичного криминального «генерала», который получил ранение в ногу. Этот взрыв был расценен в правоохранительных органах как предупреждение со стороны российской мафии, которая уже давно требовала навести порядок в минской преступной группировке.
Преступные организации стремились к длительному существованию и установлению монополии на конкретные виды преступной деятельности на определённой территории. Их состав формировался путём объединения и подчинения мелких, разрозненных преступных групп либо путём объединения организаторов и руководителей различных групп. Существование преступных группировок основывалось на поддержании дисциплины, конспирации и коррумпированных связей. Организованная преступность в Белоруссии, как и во всем мире, качественно и количественно изменялась с учётом всемирных глобальных социальных, политических и экономических процессов. Организованные преступные группировки республики вышли на криминальные рынки других стран, то есть стали транснациональными. В 2004 правоохранительными органами Белоруссии была вскрыта и пресечена деятельность преступной организации, являвшейся структурным подразделением международной преступной организации, занимающейся торговлей женщинами с целью их сексуальной эксплуатации. Участники этой организации за период с 2001 года совершили сделки по продаже более 200 установленных следствием женщин — жительниц республики и других стран с целью их сексуальной эксплуатации в ночных развлекательных заведениях Кипра, Ливана, Италии, Швейцарии, Японии, Сирии и других стран.
В июне 2009 года Николай Солдатенко был приговорён к 11 годам заключения за вымогательство (он лично принял участие в выбивании долга). Даже в условиях тюрьмы ему удавалось поддерживать связь с внешним миром. Тем временем среди оставшихся на свободе представителей криминалитета шла борьба за власть.
Правоохранительными органами Белоруссии было отмечено, что белорусские ОПГ имеют связи не только в России, но и в Польше, Германии и странах Балтии. В Польше белорусские ОПГ отмывают капиталы, нажитые преступным путём. Также в Польше участники преступных группировок находят убежище во время рейдов белорусской милиции. Кроме Польши, белорусские преступники часто скрываются от правосудия в России.
Белорусские ОПГ взяли под контроль проституцию в стране и наладили канал переправки «живого товара» в Европу и Россию. Преступники обычно предлагали девушкам в Белоруссии заработок от 100 до 150 долларов в месяц якобы за работу продавщицами фруктов на улице или в коммерческих киосках. Для республики это были немалые деньги, поэтому желающих было много. После согласия девушек привозили в Москву, где передавали сутенёрам, которые с помощью угроз принуждали их к занятию проституцией, и переправляли их в страны Европы, в первую очередь в Польшу и Германию. Время от времени в Минске, Витебске и других городах сотрудники МВД республики ликвидировали подпольные публичные дома, которые обычно размещались в обычных квартирах. Обычно от таких рейдов милиции удавалось наказывать содержательниц борделей, а их покровители из ОПГ оставались безнаказанными, поскольку в уголовном кодексе республики нет соответствующей статьи. Уголовные дела по фактам содержания публичных домов возбуждались по статье «Сводничество в корыстных целях», предусматривающей лишение свободы на срок до 5 лет.
Под контролем белорусских ОПГ находились и секс-услуги для иностранцев. С этой целью преступниками были созданы несколько туристических фирм, предлагающих возможность поохотиться в Белоруссии — желающие могли утром сделать несколько выстрелов, а остальное время пользоваться секс-услугам.
Специализирующиеся на угонах автомобилей белорусские ОПГ наладила связи с самими иностранными владельцами автомобилей для совершения страховых афер. Иностранцы за небольшую сумму продавали свои автомашины белорусским преступникам, а после того как получали сигнал о благополучном вывозе машин в Белоруссию и постановке на учёт, заявляли о краже и получали солидную страховую выплату. Преступникам добраться на угнанном автомобиле до границы Белоруссии из Западной Европы было довольно просто — по оценкам немецких специалистов, в Германии любая машина проходила в среднем 50 тысяч километров и ни разу не останавливалась полицией.
Автомафия вела активную торговлю автомобилями по поддельным документам. В частности, литовские мошенники при продаже автомобилей снабжали своих российских партнёров двумя комплектами документов на них — подлинными, свидетельствующими о регистрации и уплате таможенной пошлины в Литве и фальшивыми, в которых имелись отметки о регистрации и снятии с учёта и уплате таможенной пошлины в Белоруссии. В самой республике производство фальшивых белорусских документов на автомобили имело широкие масштабы. Полный комплект таких бумаг стоил в среднем от 300 до 400 долларов. В России эти автомобили продавались, как правило, за полцены. Через некоторое время российская госавтоинспекция, получив информацию из ГАИ Белоруссии, вскрывала аферу, и обманутые автомобилисты вынуждены были давать объяснения в милиции. Так, в Оренбурге, где торговля по поддельным документам получила особенное развитие, была создана и начала работать организация «В защиту прав обманутых автолюбителей», причём за два года этих жертв автомошенников набралось около трёх тысяч. Все они покупали угнанные автомашины, в основном, из Австрии, Германии, Польши, доставленные транзитом через Белоруссию в глубинные районы России. По информации правоохранительных органов Белоруссии, некоторые преступные группировки республики, занимавшиеся сбытом автомобилей по фальшивым документам, перебазировались в Россию, и их деятельность была отмечена в Мурманске и Пскове.
На организованную преступность в Белоруссии по-прежнему имеют значительное влияние некоторые криминальные силы в России. Так, в декабре 2010 года после отбытия пятнадцатилетнего тюремного срока за двойное убийство белорус Александр Кушнеров (Саша Кушнер, Саша Белорус) нарушил правила надзора и скрылся из Белоруссии. Он был объявлен в международный розыск. В мае 2011 года Кушнер и ещё четверо людей были «коронованы» в воры в законе. В этой коронации были заинтересованы лидеры криминального клана, возглавляемого одним из самых могущественных представителей российского криминалитета вором в законе Асланом Усояном по кличке Дед Хасан. Сразу после этой «коронации» Дед Хасан назначил Кушнерова «смотрящим» за Белоруссией. Среди других «коронованных» был подмосковный криминальный авторитет Олег Пирогов по кличке Циркач, который тоже проявил интерес к вопросу контроля белорусского криминалитета. Из-за невозможности Кушнером вернуться в Белоруссию осенью 2011 года Усояном был назначен «смотрящим» за республикой криминальный авторитет по прозвищу Кандыба.
Вскоре после этого Кушнер был задержан сотрудниками милиции и позже приговорён к тюремному сроку за хранение наркотиков. Пока он находился в заключении, Циркач съездил в Белоруссию и встретился со «смотрящим» по Минску Брабусом, стремясь завоевать авторитет среди белорусского криминалитета. Пробыв в российской колонии всего несколько месяцев, в декабре 2011 года Кушнер освободился. В феврале 2012 года он снова был задержан российскими полицейскими в Подмосковье за нарушение режима пребывания иностранных граждан на территории Российской Федерации. 6 ноября 2012 года Кушнер был депортирован в Белоруссию. Циркач же был осуждён в России за хранение наркотиков и паспорта на чужое имя.
«Коронация» Усояном Кушнера, Циркача и других вызвала сильное возмущение со стороны мощного криминального клана Тариэла Ониани по кличке Таро. На своей сходке в августе 2012 года лидеры этой группировки признали коронацию «незаконной» и отменяли статус воров в законе для этих людей. Представители группировки Ониани объявили, что процедура была проведена вопреки решению массы воров воздержаться от новых коронаций до окончательного разрешения конфликта и прояснения статуса главных его действующих лиц. Также против Кушнера выступили два белорусских вора в законе уроженец Гомеля Александр Тимошенко по кличке Тимоха и Дмитрий Галеев по кличке Галей.
Тимошенко какое-то время жил в США, где женился и сменил фамилию на Бор, попал в разработку ФБР как специалист по отмыванию денег, но успел уехать из страны. По некоторым данным, он был правой рукой известного вора в законе Вячеслава Иванькова по кличке Япончик. Осенью 2001 года в Германии Тимоха был приговорён к пожизненному тюремному заключению за убийство. Однако по жалобе адвокатов Бора федеральный Верховный суд Германии пришёл к выводу, что в ходе слушаний было допущено слишком много процессуальных ошибок, и вернул дело на повторное рассмотрение. В 2006 году Тимошенко освободился и позже переселился жить в Подмосковье. Уроженец Дзержинска Дмитрий Галеев был не раз судим, вором в законе стал в 1998 году, с 2005 года на какое-то время перебрался в Россию, поселившись в Саратовской области. Там он был арестован за незаконно полученный паспорт гражданина РФ. Адвокаты Галея добились рассмотрения дела Европейским судом по правам человека. В 2010 году ЕС принял решение, что вора в законе арестовали незаконно. Галеев был освобождён и уехал в Швецию.
Тимошенко и Галеев подписались под сообщением, призывающим уголовников не признавать Кушнерова как вора в законе и «гасить его ставленников». По некоторым данным, на белорусских зонах стали преследовать людей Кушнера — их избивали почти до смерти. В тюрьме Гродно, где был «смотрящим» Коля Солдат, летом 2012 года был избит криминальный авторитет Кандыба, номинально назначенный одним из российских воровских кланов «смотрящим» за Белоруссией.
В то время преступные группировки по-прежнему занимались контрабандой. Если в 1990-х годах контрабандные грузы шли из Европы через Белоруссию в Россию, то впоследствии преступники стали переправлять грузы удобрений белорусского производства в Европу. Так, в мае 2012 года сотрудники КГБ республики задержали шесть большегрузных автомобилей при попытке вывоза преступной группой в Литву около 200 тонн калийных удобрений. В ходе оперативной работы была вскрыта разветвленная система хищения минеральных удобрений с последующим вывозом в страны Европейского Союза и другие государства. Была пресечена деятельность четырёх преступных групп по организации теневого рынка калийных удобрений. В ходе проведенных оперативно-следственных действий было установлено, что в этой деятельности в различной степени было вовлечено не менее 40 человек. Десять наиболее активных фигурантов дела были арестованы и помещены в СИЗО КГБ.
По состоянию на 2012 год, криминалитет в Белоруссии сохранил свою воровскую структуру."Смотрящим за Беларусью" был Олег Немец он же являлся «правой рукой» главного белорусского «вора в законе» Александра Кушнерова (Саша Кушнер). Вплоть до третьего покушения совершенного на него в Октябре 2012.г, после которого он покинул Республику и вылетел на ПМЖ в Турцию, «Смотрящим» за Минском якобы был Паша Брабус, криминальный авторитет Саша был «смотрящим» за Слонимом, за Могилёвым — Шумахер, а за Бобруйском — претендующий на титул вора в законе Дэн Бобруйский. Якобы набирала силу Лидская ОПГ, а также продолжали действовать остатки группировки «Поселковые», получившая известность из-за того, что, возможно, первой из белорусских ОПГ она стала использовать для криминальных дел интернет.
По одной версии, организованная преступность в Белоруссии практически побеждена. В заявлении, сделанном в 2012 году представителями Генпрокуратуры, «благодаря целенаправленной государственной политике в Беларуси последние лет десять вопрос организованной преступности и вовсе не стоит на повестке дня. Сегодня на территории Белоруссии нет ни одного вора в законе — представителя высшей криминальной иерархии». Согласно другой версии, в действительности организованная преступность в республике не побеждена. По словам одного из соавторов закона «О борьбе с организованной преступностью» 1997 года, профессора, доктора юридических наук, в прошлом бывшего первым заместителем начальника Академии МВД Ивана Басецкого, «организованная преступность в Беларуси есть, она никуда не делась. Наоборот, она развивается, она стала транснациональной, вошла в тесное сотрудничество с международными криминальными сообществами. На каком-то этапе произошла трансформация криминального сообщества и отход от идейных воровских понятий к интеллектуальной составляющей».
В республике действуют не только местные, но и транснациональные организованные преступные группировки, но о них широкой общественности ничего не известно, так как считается, что их деятельность мало влияет на криминогенную обстановку. По некоторым данным, организованной преступности в Белоруссии в её привычном воровском виде теперь нет.